# Live at Sweden Rock - 30th Anniversary Show
Live at Sweden Rock - 30th Anniversary Show è un album dal vivo della rock band svedese Europe. È stato pubblicato in formato BD, DVD e doppio CD il 16 ottobre 2013.
L'album immortala l'esibizione tenuta dagli Europe durante lo Sweden Rock Festival il 7 giugno 2013, per celebrare il trentennale dall'uscita del primo album del gruppo. Durante il concerto sono intervenuti come ospiti speciali i chitarristi Scott Gorham (Thin Lizzy) e Michael Schenker (UFO).

## Tracce
1. Intro / Riches to Rags
2. Firebox
3. Not Supposed to Sing the Blues
4. Scream of Anger
5. Superstitious
6. No Stone Unturned
7. New Love in Town
8. In the Future to Come
9. Paradize Bay
10. Girl from Lebanon
11. Prisoners in Paradise
12. Always the Pretenders
13. Drink and a Smile
14. Open Your Heart
15. Love Is Not the Enemy
16. Sign of the Times
17. Start from the Dark
18. Wings of Tomorrow
19. Carrie
20. Jailbreak (cover dei Thin Lizzy)
21. Seven Doors Hotel
22. Drum Solo
23. The Beast
24. Let the Good Times Rock
25. Lights Out (cover degli UFO)
26. Rock the Night
27. Last Look at Eden
28. The Final Countdown

## Formazione
Europe
- Joey Tempest – voce, chitarra acustica, chitarra ritmica
- John Norum – chitarra solista, cori
- John Levén – basso
- Mic Michaeli – tastiere, cori
- Ian Haugland – batteria, cori

Ospiti speciali
- Scott Gorham – chitarra in Jailbreak
- Michael Schenker – chitarra in Lights Out